# Schiebsdorf
Schiebsdorf (niedersorbisch Šupice) ist ein Ortsteil der Gemeinde Kasel-Golzig im Landkreis Dahme-Spreewald in Brandenburg. Bis zur Eingemeindung nach Kasel-Golzig am 31. Dezember 2002 war Schiebsdorf eine eigenständige Gemeinde, die vom Amt Golßener Land verwaltet wurde.

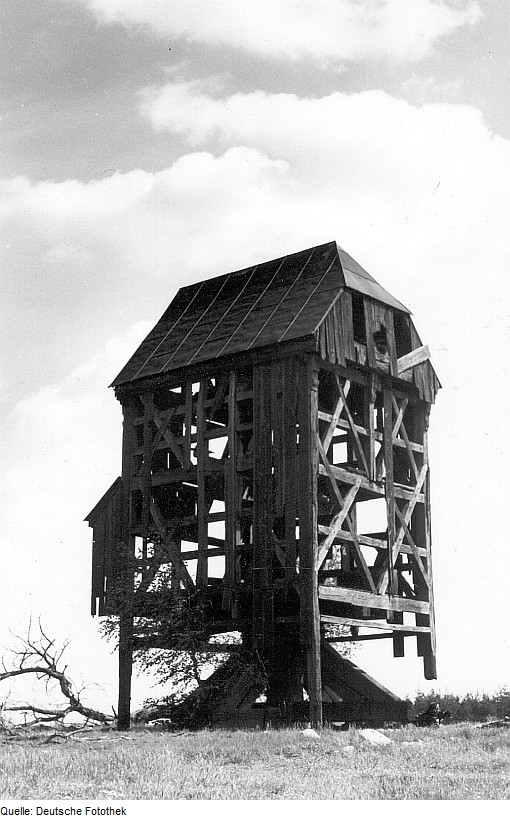
Schiebsdorfer Bockwindmühle, steht heute rekonstruiert in Fürstlich Drehna

## Lage
Schiebsdorf liegt in der Niederlausitz und im Unterspreewald knapp zehn Kilometer nordöstlich von Luckau und zwölf Kilometer westlich von Lübben. Umliegende Ortschaften sind die zur Gemeinde Bersteland gehörenden Ortsteile Freiwalde im Norden und Niewitz im Osten, die zur Stadt Luckau gehörenden Ortsteile Kaden und Duben im Südosten, Freiimfelde und Karche-Zaacko im Süden und Kreblitz im Südwesten, der Gemeindehauptort Kasel-Golzig im Westen sowie der wiederum zur Gemeinde Bersteland gehörende Ortsteil Reichwalde im Nordwesten.
Schiebsdorf liegt an der Landesstraße 71 von Dahme nach Leibsch. Die Bundesstraße 115 von Lübben nach Jüterbog verläuft etwa zwei Kilometer nördlich des Dorfes. Die Bundesautobahn 13 (Berlin–Dresden) verläuft unmittelbar östlich von Schiebsdorf, die nächstgelegene Autobahnanschlussstelle Freiwalde ist etwa drei Kilometer entfernt.

## Geschichte
Schiebsdorf wurde erstmals am 20. Februar 1345 unter dem Namen Schirpsdorph in einer Urkunde erwähnt. Schiebsdorf ist als typisches wendisches Zeilendorf mit Wohnbebauung auf der einen und Stallungen auf der anderen Straßenseite angelegt. Arnošt Muka leitet den Ortsnamen vom sorbischen Begriff sypaś = „aufschütten“ ab. Bis ins 19. Jahrhundert hinein wurde sorbisch gesprochen.
Nachdem Schiebsdorf zuvor mehrfach den Besitzer gewechselt hatte, war der Ort von 1572 bis Mitte des 19. Jahrhunderts ein Ratsdorf der Stadt Luckau. Im Zuge der Bodenreform 1945 wurde das Land auf die Bauern des Dorfes aufgeteilt.
Nach dem Wiener Kongress kam das vormals sächsische Schiebsdorf an das Königreich Preußen. Am 25. Juli 1952 wurde die Gemeinde dem neu gebildeten Kreis Luckau im Bezirk Cottbus zugeordnet. Nach der Wende lag Schiebsdorf im Landkreis Luckau in Brandenburg. Am 30. August 1992 schloss die Gemeinde sich dem Amt Golßener Land an. Nach der Kreisreform in Brandenburg am 6. Dezember 1993 kam Schiebsdorf schließlich zum neu gebildeten Landkreis Dahme-Spreewald. Am 31. Dezember 2002 wurde Schiebsdorf mit der bis dahin ebenfalls eigenständigen Gemeinde Jetsch nach Kasel-Golzig eingemeindet. Am 1. Januar 2013 wurde das Amt Golßener Land aufgelöst und Kasel-Golzig mit seinen Ortsteilen in das Amt Unterspreewald umgegliedert.

## Bevölkerungsentwicklung
| 1875 | 138 | 1939 | 166 | 1981 | 137 |
| 1890 | 150 | 1946 | 214 | 1985 | 122 |
| 1910 | 131 | 1950 | 199 | 1989 | 112 |
| 1925 | 159 | 1964 | 148 | 1995 | 109 |
| 1933 | 160 | 1971 | 146 | 2001 | 118 |

## Sehenswürdigkeiten und Tourismus
- Denkmal für die Gefallenen aus dem Ersten Weltkrieg
- Durch Schiebsdorf verläuft der Gurken-Radweg.

## Nachweise
1. ↑  Amt Unterspreewald – Einwohnermeldeamt (Hrsg.): Einwohnerzahlen des gesamten Amtes Unterspreewald (mit Gemeinden und Orts-/Gemeindeteilen) zum Stand 1. Januar 2017. Schönwalde 27. Juli 2017 (Kontaktdaten [abgerufen am 27. Juli 2017]). Kontaktdaten (Memento des Originals vom 28. September 2020 im Internet Archive)  Info: Der Archivlink wurde automatisch eingesetzt und noch nicht geprüft. Bitte prüfe Original- und Archivlink gemäß Anleitung und entferne dann diesen Hinweis.
2. ↑  Arnošt Muka: Serbski zemjepisny słowničk. Budyšin, 1927, S. 83 (Digitalisat).
3. ↑  Gemeinde Kasel-Golzig, OT Schiebsdorf. In: unterspreewald.de. Amt Unterspreewald, archiviert vom Original (nicht mehr online verfügbar) am 3. Mai 2018; abgerufen am 24. Juli 2017.  Info: Der Archivlink wurde automatisch eingesetzt und noch nicht geprüft. Bitte prüfe Original- und Archivlink gemäß Anleitung und entferne dann diesen Hinweis.
4. ↑  Schiebsdorf in der Datenbank des Vereins für Computergenealogie. Abgerufen am 24. Juli 2017.
5. ↑  Historisches Gemeindeverzeichnis des Landes Brandenburg 1875 bis 2005. (PDF; 331 kB) Landkreis Dahme-Spreewald. Landesbetrieb für Datenverarbeitung und Statistik Land Brandenburg, Dezember 2006, abgerufen am 24. Juli 2017.